# Битва при Араузионе
Битва при Араузионе (Сражение при Аравсионе) — крупнейшее поражение римской армии в её истории от германцев, произошедшее 6 октября 105 года до н. э. на местности, расположенной между городом Араузион и рекой Рона.

## Предыстория
Чтобы отбросить продвигавшихся вглубь римских территорий кимвров и тевтонов и союзных им херусков, маркоманов, амбронов, тигурнов и, возможно, гельветов, римляне послали туда экспедиционную армию, состоявшую из двух корпусов под начальством проконсула Квинта Сервилия Цепиона и консула Гнея Маллия Максима. Эти корпуса не соединились и встали отдельными лагерями на противоположных берегах Родана из-за отказа Цепиона подчиняться старшему по должности Маллию. Причиной отказа, видимо, было неприятие Маллия как «нового человека».

## Ход боевых действий
Первое столкновение произошло, когда вексилляция легата Марка Аврелия Скавра была разбита авангардом германцев. Пленённый Скавр предложил кимврам отступить, чтобы избежать поражения от основных сил римлян, за что был убит молодым вождем кимвров Бойоригом. Максим тем временем предложил стоявшему в нескольких милях на левом берегу Цепиону соединиться, но тот вновь отказался, став ближайшей мишенью для атаки.
Наступавшие союзные германские и галльские племена возглавлял Бойориг. Общее их число неизвестно, но, видимо, превосходило численность римлян, тем более что кимвры и тевтоны шли на войну с семьями, повозками и скотом. Увидев разрозненные войска, Бойориг временно остановил наступление и даже начал переговоры с Максимом. Однако к компромиссу прийти не удалось, так как римляне отказали кимврам в продвижении к югу Нарбоннской Галлии или к Испании. Цепион, видимо, желая застать германцев врасплох, решился на внезапную атаку. Однако из-за непродуманных действий римлян и стойкости кимвров войско Цепиона было полностью разгромлено, его лагерь остался практически незащищённым и был захвачен.
Обозники, фуражиры и небольшое число легионеров пыталось отступить к реке, но большинство из них, вероятно, не умело плавать; Цепион успел уплыть на лодке. По Гранию Лициниану, ссылавшегося на современника тех событий Рутилия Руфа, погибло 70 тыс. легионеров и легковооружённых пехотинцев, что косвенно говорит о том, что всего было, видимо, 4 легиона, штатная численность которых и число союзников были увеличены из-за предыдущих неудач. По Ливию же (периоха LXVII, 1) — 80 тыс., а с учётом конной поддержки и снабженцев — около 112 тыс. (чаще всего встречающаяся цифра), a по Валерию Анциату — 120 тыс., из них — 40 тыс. снабженцы.
«Враги, захватив оба лагеря и огромную добычу, в ходе какого-то неизвестного и невиданного священнодействия уничтожили всё, чем овладели. Одежды были порваны и выброшены, золото и серебро сброшено в реку, воинские панцири изрублены, конские фалеры искорёжены, сами кони низвергнуты в пучину, а люди повешены на деревьях — в результате ни победитель не насладился ничем…, ни побеждённый не увидел никакого милосердия», — писал Павел Орозий.

## Последствия
Поражение имело серьёзнейшие в стратегическом плане последствия: альпийские проходы, по другую сторону которых встали кимвры, остались незащищёнными, в Риме, дорога на который была фактически открыта, наступил острый дефицит живой силы, из-за чего все жители Италии, способные нести оружие, присягнули не покидать регион. Тем не менее ситуация, сложившаяся после битвы при Аллии, когда был осаждён Капитолий, не повторилась — кимвры, соединившись с капитулировавшими перед ними арвернами, разделились на 3 части — первая под начальством Бойорига двинулась через романизированную Цизальпинскую Галлию в Испанию, вторая, предводимая Тевтободом, — тоже в Испанию, более южным маршрутом, а третья, возглавляемая Геторигом, осталась в центральной Галлии.
За эти фатальные ошибки Цепион после возвращения в Рим был обвинён народным трибуном Гаем Норбаном в «разгроме собственной армии» и с трудом избежал казни: он был лишён римского гражданства, его имущество конфисковано, а сам был оштрафован на 15 000 талантов золота и отправлен в ссылку в малоазийскую Смирну с изоляцией от друзей и семьи (тем не менее часть золота, награбленного при взятии Толозы, осталась при нём). Как и после поражения при Каннах, сенатским декретом в Риме был объявлен траур.

## В культуре
- Колин Маккалоу. «Первый человек в Риме» (глава «Год шестой (105 г. до Р. Х.) Консульство Публия Рутилия Руфа и Гнея Маллия Максима»).